# (90482) Орк
Орк (90482 Orcus по каталогу Центра малых планет) — крупный транснептуновый объект из пояса Койпера; вероятно, является карликовой планетой. Открыт 17 февраля 2004 года Майклом Брауном из Калифорнийского технологического института, Чедвиком Трухильо из обсерватории Джемини и Дэвидом Рабиновицем из Йельского университета. Был обнаружен на архивных снимках 1951 года.
Тип — «плутино». Диаметр — около 946 км, что составляет почти 40 % диаметра Плутона.
Орбита Орка весьма напоминает по параметрам орбиту Плутона. Орк всегда находится на противоположной стороне орбиты по отношению к Плутону, то есть если Орк находится в перигелии, то Плутон в это время проходит афелий, и наоборот. В связи с этим, Орк иногда называют «Анти-Плутон». Этот факт послужил отправной точкой в выборе имени объекта — так же, как Плутон является аналогией Орка в мифологии, так же Орк (со своим спутником) похож на Плутон с Хароном.
Назван в честь Орка — бога смерти и подземного царства в этрусской мифологии. В феврале 2007 года у Орка был обнаружен спутник, впоследствии получивший название Вант.
Поверхность Орка относительно яркая. Лёд обнаружен преимущественно в кристаллической форме, которая может быть связана с криовулканической деятельностью. Также, могут присутствовать другие соединения, такие как метан или аммиак.

## Название и этимология
В соответствии с конвенцией имён, изданной Международным астрономическим союзом (МАС), объекты, похожие на Плутон по размерам и параметрам орбиты, должны называться именами божеств подземного царства. Настоящее название соответствует этой конвенции, так как Орк (Оркус) является божеством подземного царства в этрусской и римской мифологиях. Кроме того, имя Орк созвучно с названием острова Оркас, где прошло детство Дианы — супруги первооткрывателя Орка, Майкла Брауна, — и где они часто бывали. Название Орк было одобрено и опубликовано 22 ноября 2004 года.
Символ  придумал американский программист Денис Московиц, который и до этого придумывал символы для мелких объектов Солнечной системы. Символ состоит из букв OR и напоминает пасть косатки (Orcinus orca). С сентября 2022 символ обладает кодом U+1F77F.

## Орбитальные характеристики

Орбиты Орка (синяя), Плутона (красная) и Нептуна (серая). Местонахождения Орка и Плутона показаны на апрель 2006 года. Также указаны даты, когда объекты проходят перигелий (q) и афелий (Q).

Орк — это крупный плутино. Его орбита очень напоминает орбиту Плутона (примерно равный период обращения и у обоих перигелий находится над эклиптикой). Единственное заметное различие — это разворот орбиты (см. схему). Несмотря на то, что орбита Орка подходит довольно близко к орбите Нептуна, резонанс между двумя объектами и большой угол наклона орбиты Орка не позволяет им приблизиться друг к другу. За последние 14 000 лет расстояние между Орком и Нептуном ни разу не было меньше 18 а. е. В связи с фактом, что орбита Орка похожа на орбиту Плутона, но они всегда находятся в противоположной фазе (из-за их взаимного резонанса с Нептуном), Орк иногда называют «Анти-Плутоном».
В последний раз Орк достиг афелия в 2019 году. В ближайшие 10 млн лет перигелий Орка может уменьшиться до 27,8 а.е., то есть будет меньше, чем у Нептуна.
Период вращения Орка вокруг оси точно неизвестен. Фотометрические исследования дают большой разброс — от 7 до 21 часа с либрациями или без них. Наиболее часто в литературе значится десятичасовой период вращения. Возможно, на период вращения и либрации влияет крупный и близко расположенный спутник Орка.

## Физические характеристики

### Размеры и звёздная величина
Абсолютная звёздная величина Орка — 2,3, что сопоставимо со значением 2,6 у кьюбивано (50000) Квавар. Наблюдение Орка в инфракрасном диапазоне с помощью космических телескопов «Спитцер» (на длинах волн 24 и 70 мкм) и «Гершель» (250, 350 и 500 мкм) даёт возможность сделать заключение, что радиус Орка варьируется в диапазоне 445—475 км. По всей вероятности, Орк имеет альбедо 22—34 %, что довольно типично для транснептуновых объектов подобных размеров.
Расчёт параметров Орка (звёздная величина и радиус) предполагал, что Орк является одиноким объектом. Наличие крупного спутника может серьёзно на них повлиять. Абсолютная звёздная величина спутника оценивается в 4,88, что примерно в 11 раз тусклее, чем сам Орк. Если альбедо обоих объектов примерно равны, то диаметры Орка и его спутника — 900 км и 280 км, соответственно. Если же альбедо спутника окажется в два раза ниже, чем альбедо Орка, то их диаметры уже будут оценены в 860 км и 380 км.

### Масса
Так как Орк является двойным объектом (по всей видимости, спутник обладает массой, которой нельзя пренебречь в расчётах), масса всей системы была оценена в (6,32 ± 0,05)⋅1020 кг, что составляет 3,8 % от массы наиболее массивной известной карликовой планеты — Эриды. Как эта масса распределена между Орком и его спутником, зависит от отношения их размеров. Если радиус спутника в три раза меньше, чем радиус Орка, то масса первого составляет всего 3 % от общей массы. Если же диаметр спутника 380 км, а диаметр Орка — 860 км (см. выше), то масса спутника может достигать 8 % от массы Орка.

### Спектр и поверхность

Орбитальные резонансы Орка и Плутона в системе отсчёта, привязанной к Нептуну

Первые спектроскопические наблюдения в 2004 году показали, что видимый спектр Орка нейтрального слабого цвета, в то время как небольшое отклонение в сторону инфракрасного спектра (длина волны 1,5 и 2,0 мкм) даёт довольно выраженное поглощение воды. Этим Орк сильно отличается от других ТНО, как, например, Иксион, у которых красный цвет выражен, а инфракрасный, наоборот, слаб. Дальнейшие исследования Орка в инфракрасном спектре в 2004 году в Европейской южной обсерватории и обсерватории Джемини также показали наличие водного льда и углеродистых компонентов. Вода и метан не могут покрывать больше чем 50 % и 30 % поверхности объекта, соответственно. Это значит, что пропорция льда на поверхности больше, чем на Хароне, и скорее напоминает спутник Нептуна Тритон.
Позднее, в 2008—2010 годах, спектроскопические наблюдения в инфракрасном спектре с более высоким отношением сигнал/шум выявили новые спектральные детали. Среди прочего, сильное поглощение сигнала водяным льдом на длине волны 1,65 мкм, что говорит о наличии на поверхности Орка кристаллического водяного льда, и поглощение сигнала на длине волны 2,22 мкм. Последний феномен пока недостаточно точно объяснён. Это поглощение может быть вызвано растворённым в водяном льде аммиаком, либо наличием метанового льда.

### Сравнение со спутниками и другими ТНО
Орк обладает пограничной массой, способной удерживать летучие вещества, такие как метан, на своей поверхности. Исследование спектра Орка показывает самое сильное поглощение сигнала водным льдом среди объектов пояса Койпера, не входящих в семейство Хаумеа. Похожий спектр наблюдается у крупных спутников Урана. Среди прочих ТНО, больше всех на Орк похож спутник Плутона Харон. У последнего альбедо несколько выше, но зато очень похожий видимый и ближний инфракрасный спектр. У обоих похожая плотность и наличие водного льда на поверхности. У карликовой планеты Хаумеа и у подобных ей объектов, альбедо гораздо выше и поглощение спектра водой намного сильнее, чем у Орка. И, наконец, у крупного плутино (208996) Ахлис обнаружены похожие на Орк спектральные характеристики.

### Криовулканизм
Наличие кристаллического водного льда и, возможно, льда аммиака свидетельствует о том, что в прошлом на поверхности Орка действовали так называемые «механизмы обновления». До сих пор аммиак не был обнаружен ни на одном ТНО или ледяном спутнике, кроме Миранды. Сигнал в районе длины волны 1,65 мкм широкий и глубокий, как у Харона, Квавара, Хаумеа и у ледяных спутников планет-гигантов. С другой стороны, кристаллический водный лёд на поверхности ТНО должен был прийти в аморфное состояние за последние 10 млн лет под влиянием галактической и солнечной радиации. Некоторые вычисления показывают, что криовулканизм, который считается одним из возможных механизмов обновления, мог иметь место на ТНО с радиусом порядка 1000 км. Возможно, на Орке произошло единственное извержение, которое и превратило аморфную воду в кристаллический лёд. Скорее всего, это было извержение воды взрывного характера, которое «выбило» метан из раствора воды и аммиака.

## Спутник

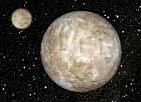
Возможно, диаметр спутника достигает от 1/4 до 1/3 от диаметра Орка.

С помощью телескопа «Хаббл» 13 ноября 2005 года Майкл Браун и Т. А. Цур открыли спутник Орка. Об этом открытии было объявлено 22 февраля 2007 года. Спутнику было дано обозначение S/2005 (90 482) 1, а в 2009 году и имя Вант по имени этрусской богини из мира мёртвых. Орбита спутника очень близка к окружности: её эксцентриситет всего 0,0036. Орбитальный период обращения — 9,53 дней. Вант находится на очень малом расстоянии в 8980 ± 20 км от Орка и поэтому состав его поверхности не может быть спектроскопирован. Майкл Браун также предполагает, что Орк и Вант синхронизированы (то есть повёрнуты друг к другу одной стороной) наподобие Плутона и Харона. Есть предположение, что Вант является захваченным объектом из пояса Койпера.